# ضحاک
ضَحّاک یا اژدهاک (به اوستایی: ت.ت. 'اَژی‌دَهاکَ'؛ به ارمنی: ت.ت. 'اَدَهَک')، از پادشاهان افسانه‌ای ایران است. نام وی در اوستا به صورت اژی‌دَهاکَ آمده است و معنای آن، «مار اهریمنی» است. به‌گفته ثعالبی نیشابوری در  تاریخ ثعالبی، نام ضحاک از واژهٔ اژدهاک که به معنای مار بزرگ است، گرفته شده است و یمنیان او را از خود می‌دانند و از وجود او به خود می‌بالند. در شاهنامه، پسر مرداس از تبار اعراب و فرمانروای دشت نیزه‌وران است. او پس از کشتن پدرش بر تخت می‌نشیند. در روایات ظهرالدین مرعشی آمده است چون ضحاک تازی جمشید را بکشت، آل جمشید از او نفرت پیدا کردند. ایرانیان که از ستم‌های جمشید (پادشاه ایران)، به ستوه آمده بودند، به سمت ضحاک، متمایل می‌شوند و او را به شاهی برمی‌گزینند. اهریمن که خود را در ظاهر آشپز برای فریب ضحاک، آراسته بود، برای قدردانی از او، بوسه بر شانه‌هایش می‌زند و دو مار از جای بوسه‌ها بیرون می‌جهد. پس از این واقعه، اهریمن نسخه‌ای برای رهایی ضحاک از مارها برای او، تجویز می‌کند که باید هر روز مغز دو جوان را برای مارها، تهیه کند تا گزندی به او نرسد.

## در تاریخ
بسیاری از منابع قدیم و جدید، بین شخصیت تاریخی آستیاگ (آخرین پادشاه ماد که به دست کوروش کبیر سرنگون شد) و شخصیت اساطیری آژی‏ دهاک، ارتباط قائل شده اند. همچنین بین نمادشناسی مار (به عنوان نماد قدرت، حکومت و حکم نافذ در فرهنگهای ایلام باستان، ماد، هیتی، لیدیه و یونانی) و مفهوم ماردوش در اسطوره ضحاک، ارتباط تاریخی توسط تعدادی از محققین ذکر شده است.

## دراوستا

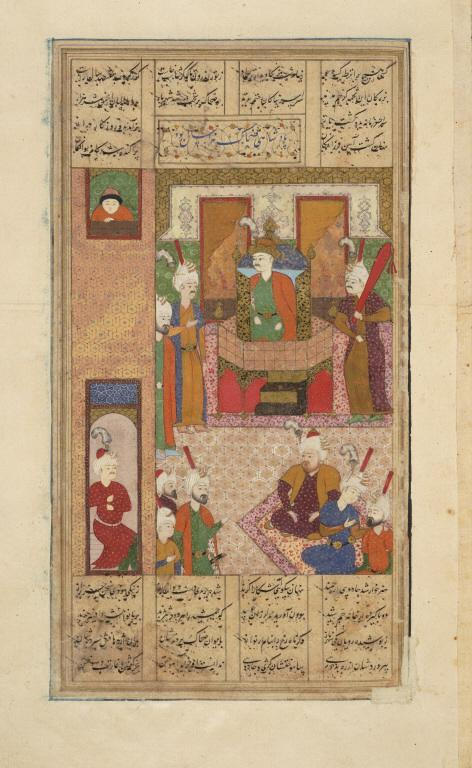
ضحاک بر تخت پادشاهی

در اوستا ضحاک یا اژی دهاک، اژدهایی سه‌سر است که ثریتونا (فریدون) با او می‌جنگد. تنها در نوشته‌های پس از اوستاست که او را به شکلِ انسان می‌بینیم.
در فرهنگِ واژه‌های اَوستا واژهٔ دَهَه کَهَ برابر با ویران‌گر، نابودسازنده و واژهٔ دَهاکَه برابر با گزیدن، نیش زدن، اژدها و واژهٔ اژی دهاک برابر با مار نیش‌زننده، زهاک (ضحاک) آمده است. در پی‌نوشت واژهٔ اژی دهاک در فرهنگِ واژه‌های اَوستا می‌خوانیم:
در شاهنامه، فردوسی او را مردی شناسانده که دو مار به انگیزهٔ بوسهٔ اهریمن از شانه‌هایش درآمده بود و سالیان دراز در ایران به ستمکاری و کشتار جوانان ایران و سودجویی از مغز آنان برای خورش مارهای روی شانه‌هایش می‌پرداخت، تا سرانجام با رستاخیز کاوه آهنگر و فریدون پور آبتین، ضحاک دستگیر و در البرزکوه زندانی گردید. واژهٔ اژدها یک واژهٔ اسطوره‌ای است و آن باید کوه آتش‌فشان ویران‌گر و نابودکننده باشد.
در اوستا چگونگیِ نبردهای ضحاک با سه دشمنش، آذر (آتَر)، جم (یمه)، و فریدون (ثری ایدون) گزارش شده است.
در اوستا ضحاک با پاژنامِ (صفت) ثری زَفَن برابر با سه پوزه و سه دهن و ثری کَمِرِذ برابر با سه کله یا سر نیز آمده است.
در اوستا، یشت ۱۹–۳۷ چنین می‌خوانیم:
(فریدون) که کشت
(مار) زهاک سه پوزهٔ سه سر را

با شش چشم و هزار گونه دریافت (ادراک)، آن دیو بسیار توانای دروغگو را.
بر پایهٔ گزارش اوستا، ضحاک مردی سه‌سر، سه‌پوزه و شش‌چشم و دارای هزار گونه چالاکی و از مردم بابل است، سرزمینی که ایرانیان طایفه‌ای عرب‌نژاد از ساکنان آنجا را تازی می‌نامیدند؛ نامی که بعدها به همهٔ اعراب دادند. در اوستا همچنین آمده است که ضحاک در سرزمین بوری بر چکاد (قلهٔ) کوهی برای اَرِدویسوَر اَناهیتا، فدیه و پیشکش بسیار کرد و از وی خواست که او را یاری دهد تا هر هفت کشور را از آدمی تهی سازد ولی او خواهش او را برنیاورد. در آبان یشت، کردهٔ ۸ چنین می‌خوانیم:
۲۹
«اَژیدَهاکِ» سه‌پوزه در زمین «بَوری» صد اسب و هزار گاو و ده‌هزار گوسفند او را پیشکش آورد…
۳۰
و از وی خواستار شد:
ای اَرِدویسوَر اَناهیتا! ای نیک! ای تواناترین!
مرا این کامیابی ارزانی دار که من هفت کشور را از مردمان تهی کنم.

در اوستا زاده شدنِ فریدون، ارمغانی است که به آبتین — پدر فریدون — و در پی ساختن نوشابهٔ هوم برای دومین بار در جهان به دستش، به او داده شده است و همان گاه ارمغان پیروزیِ او بر اژی‌دهاک نیز داده شده است. در یسنا، هاتِ ۹ چنین می‌خوانیم:
(۶)
ای هَومِ!
کدامین کس، دیگر باره در میان مردمان جهان استومند، از تو نوشابه برگرفت؟ کدام پاداش بدو داده شد و کدام بهروزی بدو رسید؟
(۷)
آنگاه هَومِ اَشَوَن دوردارندهٔ مرگ، مرا پاسخ گفت:
دومین بار در میان مردمان جهان استومند، «آبتین» از من نوشابه برگرفت و این پاداش بدو داده شد و این بهروزی بدو رسید که او را پسری زاده شد:
«فریدون» از خاندان توانا…
(۸)
... آن که «اژی دهاک» را فرو کوفت؛ [اژی دهاک] سه‌پوزهٔ سه‌کلهٔ شش‌چشم را، آن دارندهٔ هزار [گونه] چالاکی را،
آن دیو بسیار زورمند دروج را، آن دروند آسیب‌رسان جهان را، آن زورمندترین دروجی را که اهریمن برای تباه کردن جهان اشه، به‌پتیارگی در جهان استومند بیافرید.
همچنین داستان خواستار شدن فریدون از اهورامزدا پیروزی بر ضحاک را، در آبان یشت، کردهٔ ۸ چنین می‌خوانیم:
(۳۳)
فریدون پسر آبتین از خاندان توانا، در سرزمین چهار گوشهی وَرِنَ، صد اسب و هزار گاو و ده‌هزار گوسفند او را پیشکش آورد…
(۳۴)
و از وی خواستار شد:
ای اَرِدویسوَر اَناهیتا! ای نیک! ای تواناترین!
مرا این کامیابی ارزانی دار که من بر «اَژیدهاک» — [اژیدهاکِ] سه پوزهٔ سه کلهٔ شش چشم، آن دارندهٔ هزار [گونه] چالاکی، آن دیو بسیار آرزومندِ دروج، آن دُروَندِ آسیب‌رسانِ جهان و آن زورمندترین دروجی که اَهریمن برای تباه کردن جهانِ اَشَه، به پتیارگی در جهان اَستومَند بیافرید — پیروز شوم و هر دو همسرش «سَنگهَوک» و «اَرنَوَک» را — که برازندهٔ نگاهداری خاندان و شایستهٔ زایش و افزایش دودمانند — از وی بِرُبایم.
(۳۵)
اَرِدویسوَر اَناهیتا — که همیشه خواستار زَور نیازکننده و به‌آیین پیشکش‌آورنده را کامروا کند — او را کامیابی بخشید.
ولی پس از چیرگی فریدون بر ضحاک، اهورمزدا فریدون را از کشتن ضحاک بازداشت و گفت: «اگر تو ضحاک را بکشی زمین از باشندگان موذی و زیان‌آور پر خواهد شد.» پس فریدون ضحاک را به بند کشید و در غاری به چکاد دماوند بیاویخت.
درپایان زمان، ضحاک زنجیر خود را خواهد گسست و یک‌سوم از مردم و ستوران را نابود خواهد کرد. آن گاه اهورامزدا گرشاسب را از زابلستان برمی‌انگیزد تا آن نابکار را از میان بردارد. گمان می‌رود که داستان این نجات از خاطرهٔ هجوم تازیان که پیش از به پادشاهی رسیدن مادها و هخامنشیان بارها به ایران حمله آوردند سرچشمه گرفته باشد. به گمانی دیگر، ممکن است این افسانه منشأ طبیعی داشته باشد، زیرا در روزگاران گذشته کوه دماوند آتش‌فشانی فعال بود که هرچند یک بار به خروش درمی‌آمد و رودهای گدازه از آن به‌سان مارهایی دهشتناک و آتشین سرازیر می‌شدند. داستان به بند کشیده شدن ضحاک در دماوند شاید هم‌زمان با فروکش کردن فوران گدازه‌های دماوند پیدا شده باشد. همچنان‌که هراس همیشگی از بند گسستن دوبارهٔ ضحاک نیز نشانی از نگرانی پیرامون فعالیت دوبارهٔ این آتش‌فشان دارد.
سبب آن‌که فریدون ضحاک را نمی‌کشد در سوتگر نسک چنین آمده است که چون فریدون چند بار کوشش به کشتن او می‌کند و زهاک از پای درنمی‌آید، سرانجام اهورامزدا به او پیام می‌دهد که زهاک نباید کشته شود زیرا با کشته شدن او هزاران جانور موذی مانند مار و عقرب و خزنده‌های زهرآگین (خرفستر) از بدنش در جهان پراکنده خواهند شد. پس بهتر آن‌که فریدون او را در کوهی به بند کشد.

## ضحاک در ادبیات پهلوی
در نوشتارهای پهلوی چون بُندهش ۶–۳۱ او را گاه دهاک و گاه اژی‌دهاک می‌خوانند و تا آن جا پیش می‌رود که تا چهارده پشت او را برمی‌شمارد و سرانجام او را به اهریمن می‌رساند.
در نوشتارهای پهلوی، ضحاک با پاژنام (صفت) بیور اسب برابر با دارندهٔ هزار اسب (اسبان بسیار) نیز آمده است.
بر پایهٔ گزارش نوشته‌های فارسی میانه، دماوند (دُمباوند) جایگاه به بند کشیده شدن ضحاک است.
چگونگی برخاستن ضحاک در پایان زمان و نبرد او با گرشاسپ در اوستای کنونی نیست؛ اما گزارش این نبرد واپسین و سرنوشت ضحاک در «زند وهومن یسن» که خود گزارشی از هفتمین فرگرد «سوتگر نسک» مفقود اوستای کهن است آمده است:
در هزارهٔ هوشیدر ماه (دومین هزاره از سه هزارهٔ نجات بخشی جهان در جهان بینی زرتشتی) مردم در پزشکی چنان ماهر باشند و دارو و درمان چنان به کار آورند و برند که جز به مرگ دادستانی (مرگ مقدّر) نمیرند، اگر چه به شمشیر و کارد بزنند و کشند… پس بی‌دینی، از روی کین برخیزد و به بالای آن کوه دماوند به سوی بیور اسب (ضحاک) رود و گوید: اکنون نُه هزار سال است، فریدون زنده نیست، چرا تو این بند نگسلی و برنخیزی که این جهان پر از مردم است… اژدها از بیم فریدون نخست آن بند را نگسلد تا آن که آن بدکار آن بند را و چوب را از بُن بگسلد. پس زورِ دهاک افزوده شود، بند را از بُن بگسلد، به تازش ایستد (یورش آغاز کند)، همان‌جا آن بد کار را ببلعد و گناه را کردن را در جهان رواج دهد و بی‌شمار گناهِ گران کند. یک سوم از مردم و گاو و گوسپند و آفریدگان دیگر اهورامزدا را ببلعد و آب و آتش و گیاه را تباه کند.
پس آب و آتش و گیاه پیش اورمزد خدای به گِله ایستند و بنالند که فریدون را باز زنده کن تا اژدها را بکشد، چه اگر تو ای اورمزد این نکنی ما در جهان نتوانیم بود. آتش گوید روشنی ندهم، و آب گوید که روان نشوم، و پس من دادار اورمزد به سروش و ایزد نریو سنگ گویم که: تن گرشاسپ سام را بجنبانند تا برخیزد. پس سروش و ایزد نریو سنگ به سوی گرشاسپ روند، سه بار بانگ کنند، بار چهارم سام با پیروزگری برخیزد، به نبرد اژدها رود و او (اژدها) سخن گرشاسپ نشنود، و گرشاسپ گُرز پیروزگر بر سر اژدها بکوبد و او را بزند و بکشد. پس رنج و پتیاره از این جهان برود تا هزاره را به پایان رسانم. پس سوشیانس آفرینش را دوباره پاک بسازد و رستاخیز و تنِ پسین باشد.
بر پایهٔ روایات کُهن پهلوی، پهلوانی که می‌تواند ضحاک را یکسره از بین ببرد، گرشاسب، پهلوان افسانه‌ای ایران است که در هزارهٔ چهارم، ضحاک را که بند گسسته و جهان را برآشفته است از پای در خواهد انداخت:
«در آن هزاره، ضحاک از بند برهد؛ و فرمانروایی بر دیوان و مردمان را فراز گیرد. چنین گوید که: «هر که آب و آتش و گیاه را نیازارد، پس بیاورید؛ تا او را بجویم.» و آتش و آب و گیاه از بدی که مردمان بر آنان کنند، پیش هرمزد شکوه کنند؛ و گویند که: «فریدون را برخیزان تا ضحاک را بکشد؛ چه اگر جز این باشد، به زمین نباشیم.» پس هرمزد با امشاسپندان به نزدیک روان فریدون رود. بدو گوید که: «برخیز و ضحاک را بکش!» روان فریدون گوید که: «من کشتن نتوانم. نزد روان سامان گرشاسب روید.» پس هرمزد با امشاسپندان به نزدیک روان سامان رود؛ سامان گرشاسب را برخیزاند؛ و او ضحاک را بکشد.»

## درشاهنامه

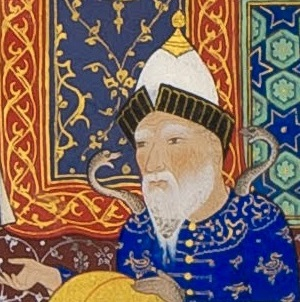
نگاره‌ای از ضحاک در شاهنامهٔ تهماسبی

دوران ضحاک هزار سال بود. رفته‌رفته خردمندی و راستی نهان گشت و خرافات و گزند آشکارا. ضحاک دختران جمشید شهرناز و ارنواز را به همسری گرفت. در آن زمان هر شب دو مرد را می‌گرفتند و از مغز سر آنان خوراک برای ماران ضحاک فراهم می‌آوردند. روزی دو تن به نام‌های ارمایل و گرمایل چاره اندیشیدند تا به آشپزخانهٔ ضحاک راه یابند تا روزی یک نفر که خونشان را می‌ریزند، رها سازند. چون دژخیمان دو مرد جوان را برای کشتن آورده و بر زمین افکندند، یکی را کشتند و مغزش را با مغز سر گوسفند آمیخته و به دیگری گفتند که در کوه و بیابان پنهان شود. بدین سان هر ماه سی جوان را آزاد می‌ساختند و چندین بُز و میش بدیشان دادند تا راه دشت‌ها را پیش گیرند.

## درکوش نامه
ضحاک پس از کشتن جمشید و نشستن بر تخت پادشاهی او برای اجتناب از پیشگویی به زیر کشیده شدنش از تخت پادشاهی به دست فرزندی از نوادگان جمشید، برادرش کوش را به چین می‌فرستد تا فرزندان جمشید را از بین ببرد. برادر کوش در چین صاحب فرزند زشت‌رویی می‌شود که آن را کوش پیل دندان می‌نامند و بعد از پدرش از سوی ضحاک به پادشاهی چین منصوب می‌شود. پس از رفتن آبتین به ایران، کوش پیل دندان این خبر را به گوش ضحاک می‌رساند. فرانک در ایران فریدون را به دنیا می‌آورد. هنگامی که فریدون چهار ساله بود در خواب به آبتین الهام می‌شود تا فریدون را به سلکت بسپارد. سلکت فرمانده قلعه دماوند بود که ضحاک هرگز نتوانست آن را تصرف کند. پس از آن افراد ضحاک آبتین را دستگیر و اعدام می‌کنند و مغزش را خوراک مار‌های ضحاک می‌کنند.
پس از قیام کاوه و شکست ضحاک، فریدون دست و پای ضحاک را می‌بندد و یوغی بر گردن او می‌اندازد و در کوه دماوند زندانی می‌کند. پس از آن فریدون تصمیم می‌گیرد تا به ظلم و ستم کوش پیل دندان بر چین پایان دهد. او در نهایت قارن را با لشکری عظیم به سرزمین چین می‌فرستد. نیروهای فریدون پیروز می‌شوند و قارن در نبرد تن به تن کوش را شکست می‌دهد و به ایران می‌فرستد و در کنار ضحاک در دماوند زندانی می‌کند.
بر طبق داستان‌های کوش نامه ایرانشان، کنعان و انوشین حاصل ازدواج کوش پیل دندان و نگارین دختر وزیرش نوشان هستند؛ همچنین نمرود و کوش نیز نوه‌های کوش پیل دندان و پسران کنعان هستند. به نظر می‌رسد کوش پیل دندان در کوش نامه همان کوش پسر حام در تورات باشد. ایرانشان در کتاب کوش نامه عناصر سامی را به ضحاک مرتبط کرده است.

## ضحاک در دیگر نوشته‌های پس از اسلام

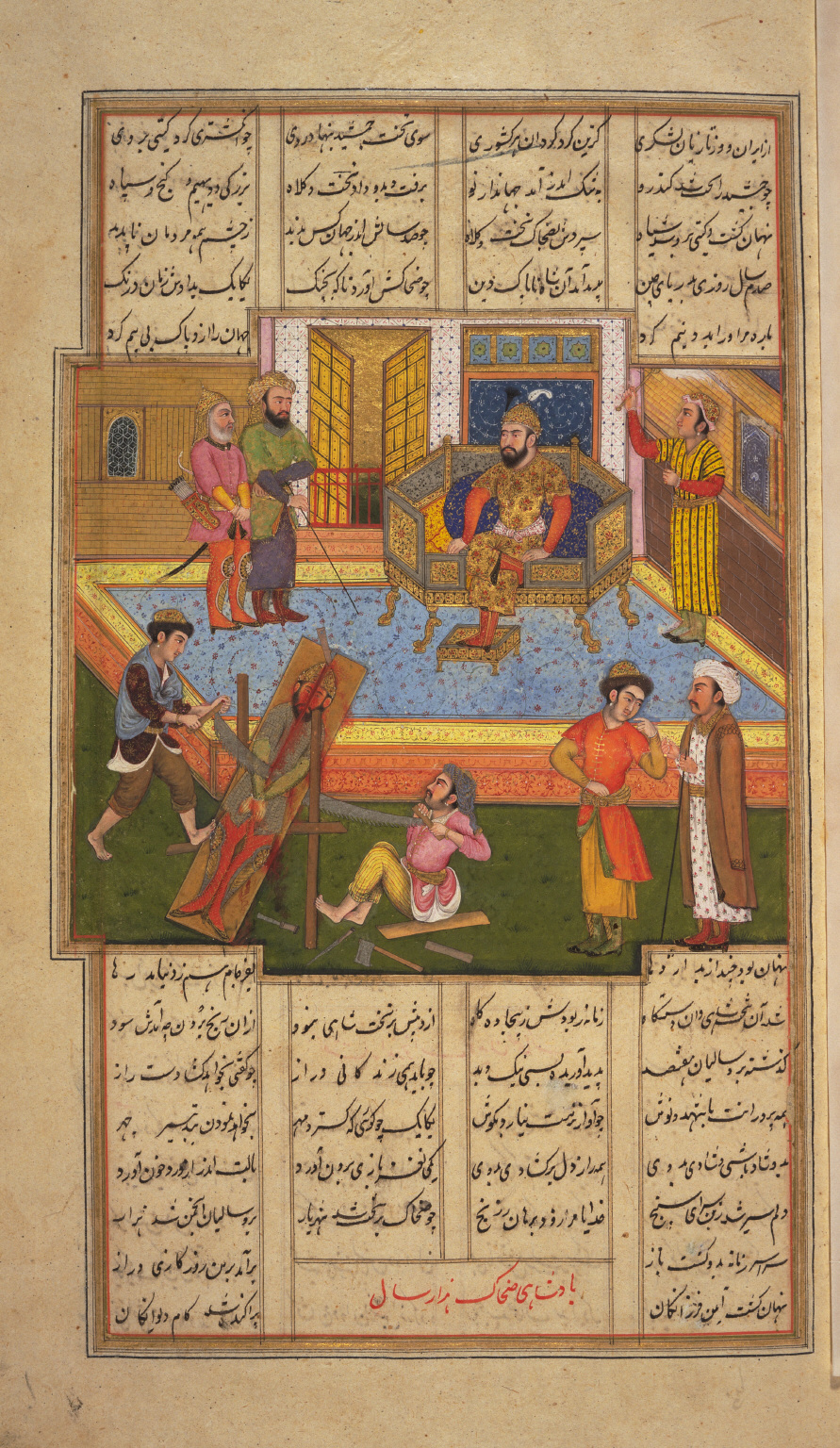
نگاره‌ای شاهنامه: ضحاک دستور داد تا جمشید را با ارّه به دو نیم کنند

### مُعجَم البلدان
یاقوت حَمَوی در معجم البلدان پس از گزارشی کوتاه پیرامون شکوه و بزرگی و بلندی دماوند می‌نویسد که ضحاکِ ماردوش را فریدون یا به گفتهٔ خودش، افریدون ابن اثفیان الاصبهانی، در دماوند به بند کشیده است. از آن جا که پذیرفتن باور مردم کوچه و بازار برای یاقوت دشوار می‌نماید، خود از کوه بالا می‌رود تا به چشم خویش آن را ببیند. او می‌نویسد که:
من با زحمت و خطر جانی فراوان تا نیمهٔ آن کوه رسیدم و گمان نمی‌کنم تا آن روز کسی از من بالاتر رفته باشد. نگاه کردم، چشمه‌ای از سرب مذاب بود که پیرامون آن چشمه سرب‌ها خشکیده بودند و هنگامی که خورشید به آن‌ها می‌تابید چون آتش می‌درخشیدند. میان کوه غارها و گودال‌هایی بود که وزش بادها از سوی‌های گوناگون در آن‌ها تولید پژواک‌ها و آهنگ‌های گوناگون درفواصل معین می‌کرد. یک بار چون شیههٔ اسب به گوش می‌رسید، یک بار چون عرعر خر و گاهی چون بانگ بلند و رسای مردمان که به کلی نا مفهوم می‌نمود و اهالی محل آن را زبان مردم بدوی می‌دانستند. دودهایی را که به نفس ضحاک تعبیر می‌کنند، بخاری است که از آن چشمهٔ مذاب برمی‌خیزد.

### مروج الذهب
مسعودی در مروج الذهب از به بند کشیده شدن ضحاک در کوه دماوند به دست فریدون و دود و دمه و برفچهٔ همیشگی بر چکاد (قلّهٔ) دماوند و از رودی به رنگ زرد مانند زر که از پایینش جریان دارد سخن می‌گوید.

### علی ابن زید
به گزارش علی ابن زید (؟):
از این کوه (دماوند) گوگرد خارج می‌شود که پارسیان معتقدند که آن زهر بیور اسب (ضحاک) است. آنان هفتاد سوراخ بر می‌شمرند که از آن بخار گوگرد متصاعد می‌شود. مردی اظهار می‌داشت که این دمه، نفس بیور اسب است.

### اخبار الطوال
به‌گزارش ابو حنیفه دینوری در اخبار الطوال:
.. و او (نمرود = فریدون) تمام خویشاوندان ضحاک را در سرزمین بابل فرو گرفت و بر کشور و پادشاهی ضحاک پیروز شد و چون این خبر به ضحاک رسید به سوی نمرود آمد که نمرود بر او پیروز شد و با گرز آهنی ضربتی بر فرق ضحاک زد و او را زخمی ساخت. سپس او را استوار بست و در غاری در دماوند افکند و غار را مسدود ساخت. پادشاهی بر نمرود استوار و پایدار شد و نمرود همان کس است که ایرانیان او را فریدون خوانند.

### المسالک و الممالک
به گزارش اصطخری در المسالک و الممالک:
کی ضحاک در این کوه (دماوند) است و هر شب جادوان برآورند.

### تاریخ طبری
به گزارش محمد بن جریر طبری در تاریخ طبری:
ضحاک را هفت سر بوده و هم‌اکنون در کوه دماوند در بند است، ارباب تواریخ و سیَر بر آن‌اند که او بر تمام اقطار عالم دست یافته و ساحر و فاجر بود…
او در ادامه می‌نویسد:
... شنیده‌ام که ضحاک همان نمرود بابلی بوده و ابراهیم خلیل الرحمان در عهد او به دنیا آمده و او همان کسی است که آهنگ سوزانیدن وی کرد… فریدون در دماوند متولد شده و هنگامی سوی که وی غایب و به هندوستان رفته بوده… چون ضحاک از ماجرا آگاه شد سوی فریدون در حرکت آمد. لیکن خداوند نیروی او سلب کرد و دولتش زوال یافت. فریدون بر او حمله کرد و دست و بازوی او را ببست… پس از ان او را به کوه دماوند برد و به چاه افکند.

### تاریخ گردیزی
به گفته گردیزی در تاریخ گردیزی:
..... و افریدون ضحاک را بگرفت و از پوستش زهی بر گرفت و او را بدان ببست و به سوی کوه دماوند برد و و اندر راه فریدون را خواب برد. مر بنداد بن فیروز را فرمود تا ضحاک را نگه دارد که ابن بنداد معروف بود به دلیری و شیر مردی؛ و افریدون بخفت. ضحاک مر بنداد را گفت: اگر تو مرا رها کنی نیمی از پادشاهی تو را دهم. افریدون بشنید و برخاست و بندهای دیگر بر وی نهاد… پس او را به کوه دماوند برد.

### تاریخ قم
به گزارش ابن اثیر در تاریخ قم ضحاک از بند فریدون بگریخت و:
افریدون در پی او برفت. او را یافت به موضعی که امروزه برابر قم است و معدن نمک است و در آن جا به قضای حاجت نشسته بود و غایط او نمک شده و معدن نمک گشت.

### آثار الباقیه
به گزارش ابوریحان بیرونی در آثار الباقیه:
چون فریدون، ضحاک (بیوراسب) را از میان برد، گاوهای اثفیان (فریدون) را که ضحاک در موقعی که او را محاصره کرده بود و نمی‌گذاشت اثفیان به آن‌ها دست رسی داشته باشد را رها کرد و به خانه بازگردانید.
گزارش تاریخ طبری از این داستان به گونهٔ دیگری است:
فریدون پس از در بند کردن ضحاک بدو گفت: من تو را چون گاوی که در خانهٔ جدّم ذبح می‌شد می‌کشم.

### تجارب الامم
این گزارش در تجارب الامم این گونه آمده است که فریدون در پاسخ بیوراسب که از او خواست: مرا به کین نیای خود، جم مکش؛ گفت:...... من تو را به خون خواهی گاو نری که در خانهٔ نیای من بود می‌کشم.

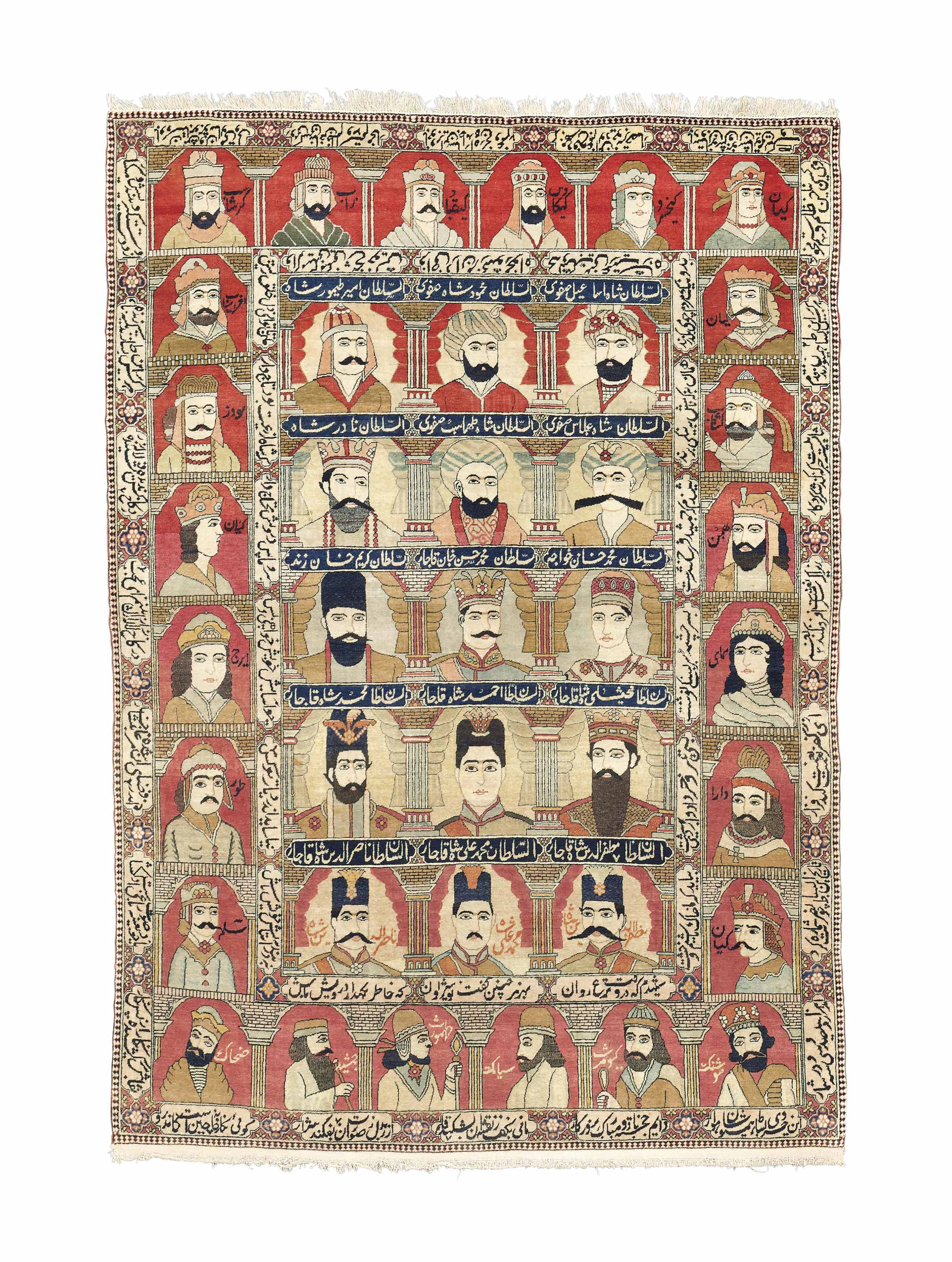
یک فرش کهن کاشانی از دورهٔ قاجاری که دور تا دور آن نقش پادشاهان اسطوره‌ای ایران قرار گرفته‌اند. در میانهٔ آن، نگارهٔ چند تن از شاهان ایران نوین جا داده شده است.

در دیگر نوشته‌های فارسی میانه که در آن‌ها گزارش‌های داستان ضحاک آمده است:
التنبیه والاشراف (مسعودی، ترجمه ابولقاسم پاینده، ص ۸۲)، تاریخ ثعالبی (ترجمهٔ محمد فضایلی، پارهٔ نخست، ص ۲۷–۳۵)، آفرینش و تاریخ (مطهر ابن طاهر مقدسی، ترجمهٔ محمد رضا شفیعی کدکنی، ج۳- ص ۱۲۲–۱۲۳)، فارسنامه ابن بلخی (به اهتمام گای لسترنج و رینولد نیکلسون، ص۳۶–۳۷)، زین الاخبار گردیزی (زین الاخبار، ص۳۶–۳۹)، مجمل التواریخ و القصص (به تصحیح ملک الشعرا بهار، ص ۲۶–۲۷)، تاریخ کامل ابن اثیر (ترجمهٔ سید حسن روحانی، ص ۸۱–۸۲)، تاریخ طبرستان (محمد ابن اسفندیار کاتب، به تصحیح عباس اقبال، ص ۵۷–۵۸)، تاریخ گزیده (حمدالله مستوفی، به اهتمام عبد الحسین نوایی، ص۸۳–۸۴)، تاریخ قم (حسن ابن محمد حسن قمی، ترجمهٔ عبد الملک قمی، به تصحیح جلال الدین تهرانی) و روضة الصفا.
تاریخ بلعمی (به تصحیح ملک الشعرا بهار و پروین گنابادی، ص ۱۴۶–۱۴۷)، تجارب الامم (ابو علی مسکویه رازی، ترجمه ابولقاسم امامی، ص۵۹)، آثار الباقیه (ابوریحان بیرونی، ترجمه اکبر دانا سرشت، ص۳۳۹)، طبقات ناصری و تاریخ بناکتی اشاره شده است.

## ضحاک درفرهنگ عمید
(به فتح ضاد و حاء مشدد) دهاک، ده‌آک، اژدهاک، بنابر داستان شاهنامه پنجمین پادشاه پیشدادی که جمشید را کشت و جانشین او شد، مردی بدسرشت و ستمگر بود، دو مار از دو کتف او روییده بود که خوراک آن‌ها مغز سر آدمی بود و هر روز دو نفر را می‌کشت و مغز سرشان را به مارها می‌داد، عاقبت مردم به پیشوایی کاوهٔ آهنگر بر او شوریدند و فریدون را به پادشاهی برگزیدند، فریدون ضحاک را گرفت و در کوه دماوند بند کرد.

## تبارنامه

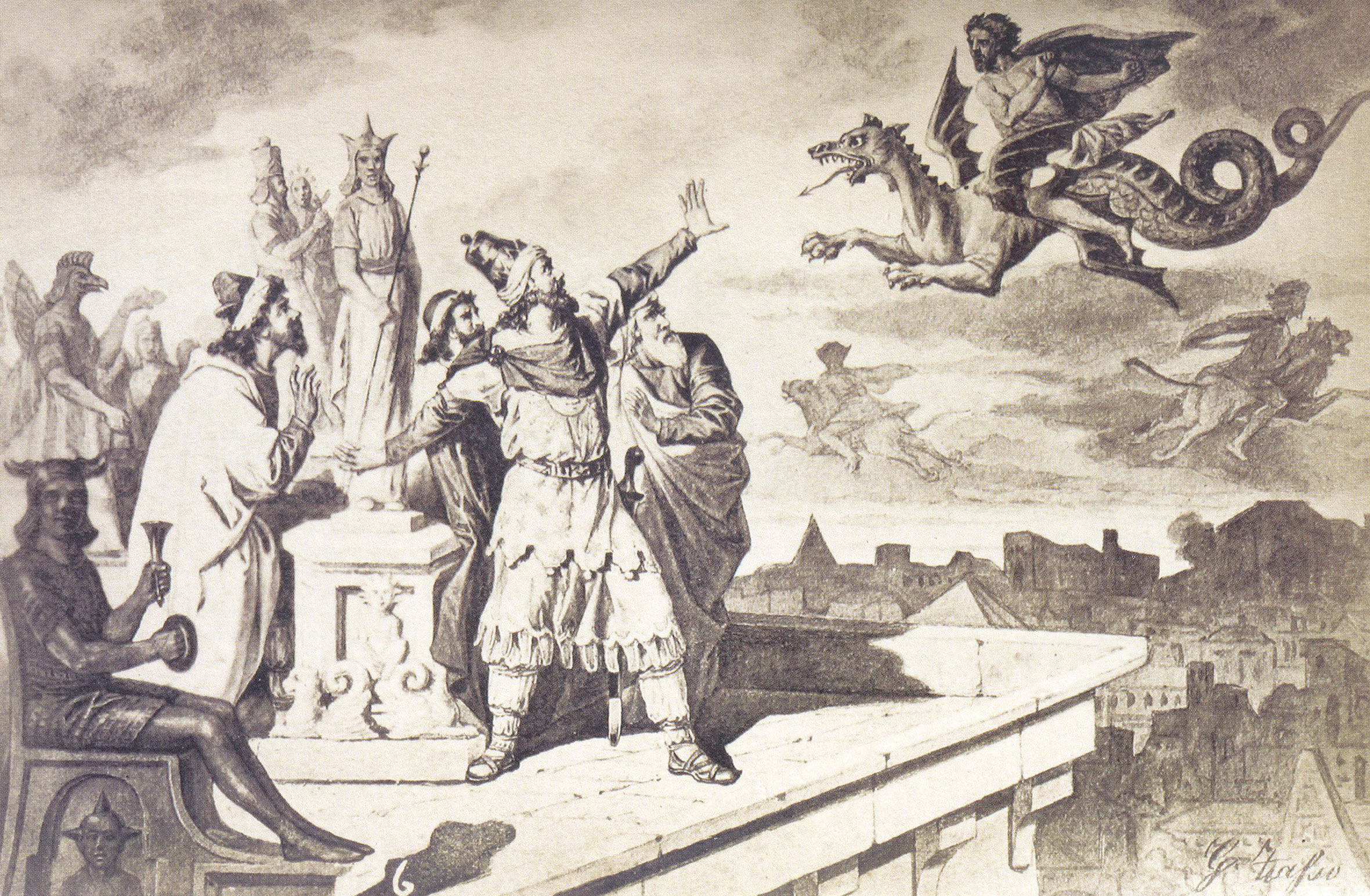
خواب ضحاک

|     |     |     |     |     |     |            |            |            |            |            |            |        |        |        |        |        |        |             |             |             |             |             |             | مرداس |       |       |       |       |       |              |              |              |              |              |              |     |     |     |     |     |     |        |        |        |        |        |        |  |  |  |  |  |  |  |  |  |  |  |  |  |  |
|     |     |     |     |     |     |            |            |            |            |            |            |        |        |        |        |        |        |             |             |             |             |             |             |       |       |       |       |       |       |              |              |              |              |              |              |     |     |     |     |     |     |        |        |        |        |        |        |  |  |  |  |  |  |  |  |  |  |  |  |  |  |
|     |     |     |     |     |     |            |            |            |            |            |            |        |        |        |        |        |        |             |             |             |             |             |             |       |       |       |       |       |       |              |              |              |              |              |              |     |     |     |     |     |     |        |        |        |        |        |        |  |  |  |  |  |  |  |  |  |  |  |  |  |  |
|     |     |     |     |     |     |            |            |            |            |            |            |        |        |        |        |        |        | ضحاک ماردوش | ضحاک ماردوش | ضحاک ماردوش | ضحاک ماردوش | ضحاک ماردوش | ضحاک ماردوش |       |       |       |       |       |       | کوش          | کوش          | کوش          | کوش          | کوش          | کوش          |     |     |     |     |     |     |        |        |        |        |        |        |  |  |  |  |  |  |  |  |  |  |  |  |  |  |
|     |     |     |     |     |     |            |            |            |            |            |            |        |        |        |        |        |        | ضحاک ماردوش | ضحاک ماردوش | ضحاک ماردوش | ضحاک ماردوش | ضحاک ماردوش | ضحاک ماردوش |       |       |       |       |       |       | کوش          | کوش          | کوش          | کوش          | کوش          | کوش          |     |     |     |     |     |     |        |        |        |        |        |        |  |  |  |  |  |  |  |  |  |  |  |  |  |  |
|     |     |     |     |     |     | سیندخت     | سیندخت     | سیندخت     | سیندخت     | سیندخت     | سیندخت     |        |        |        |        |        |        | مهراب کابلی | مهراب کابلی | مهراب کابلی | مهراب کابلی | مهراب کابلی | مهراب کابلی |       |       |       |       |       |       | کوش پیل‌دندان | کوش پیل‌دندان | کوش پیل‌دندان | کوش پیل‌دندان | کوش پیل‌دندان | کوش پیل‌دندان |     |     |     |     |     |     | نگارین | نگارین | نگارین | نگارین | نگارین | نگارین |  |  |  |  |  |  |  |  |  |  |  |  |  |  |
|     |     |     |     |     |     | سیندخت     | سیندخت     | سیندخت     | سیندخت     | سیندخت     | سیندخت     |        |        |        |        |        |        | مهراب کابلی | مهراب کابلی | مهراب کابلی | مهراب کابلی | مهراب کابلی | مهراب کابلی |       |       |       |       |       |       | کوش پیل‌دندان | کوش پیل‌دندان | کوش پیل‌دندان | کوش پیل‌دندان | کوش پیل‌دندان | کوش پیل‌دندان |     |     |     |     |     |     | نگارین | نگارین | نگارین | نگارین | نگارین | نگارین |  |  |  |  |  |  |  |  |  |  |  |  |  |  |
|     |     |     |     |     |     |            |            |            |            |            |            |        |        |        |        |        |        |             |             |             |             |             |             |       |       |       |       |       |       |              |              |              |              |              |              |     |     |     |     |     |     |        |        |        |        |        |        |  |  |  |  |  |  |  |  |  |  |  |  |  |  |
|     |     |     |     |     |     |            |            |            |            |            |            |        |        |        |        |        |        |             |             |             |             |             |             |       |       |       |       |       |       |              |              |              |              |              |              |     |     |     |     |     |     |        |        |        |        |        |        |  |  |  |  |  |  |  |  |  |  |  |  |  |  |
| زال | زال | زال | زال | زال | زال |            |            |            |            |            |            | رودابه | رودابه | رودابه | رودابه | رودابه | رودابه |             |             |             |             |             |             |       |       |       |       |       |       | کنعان        | کنعان        | کنعان        | کنعان        | کنعان        | کنعان        |     |     |     |     |     |     | انوشین | انوشین | انوشین | انوشین | انوشین | انوشین |  |  |  |  |  |  |  |  |  |  |  |  |  |  |
| زال | زال | زال | زال | زال | زال |            |            |            |            |            |            | رودابه | رودابه | رودابه | رودابه | رودابه | رودابه |             |             |             |             |             |             |       |       |       |       |       |       | کنعان        | کنعان        | کنعان        | کنعان        | کنعان        | کنعان        |     |     |     |     |     |     | انوشین | انوشین | انوشین | انوشین | انوشین | انوشین |  |  |  |  |  |  |  |  |  |  |  |  |  |  |
|     |     |     |     |     |     |            |            |            |            |            |            |        |        |        |        |        |        |             |             |             |             |             |             |       |       |       |       |       |       |              |              |              |              |              |              |     |     |     |     |     |     |        |        |        |        |        |        |  |  |  |  |  |  |  |  |  |  |  |  |  |  |
|     |     |     |     |     |     |            |            |            |            |            |            |        |        |        |        |        |        |             |             |             |             |             |             |       |       |       |       |       |       |              |              |              |              |              |              |     |     |     |     |     |     |        |        |        |        |        |        |  |  |  |  |  |  |  |  |  |  |  |  |  |  |
|     |     |     |     |     |     | رستم دستان | رستم دستان | رستم دستان | رستم دستان | رستم دستان | رستم دستان |        |        |        |        |        |        |             |             |             |             |             |             | نمرود | نمرود | نمرود | نمرود | نمرود | نمرود |              |              |              |              |              |              | کوش | کوش | کوش | کوش | کوش | کوش |        |        |        |        |        |        |  |  |  |  |  |  |  |  |  |  |  |  |  |  |